# Ecdyonurus moreae
Ecdyonurus moreae is een haft uit de familie Heptageniidae. De wetenschappelijke naam van de soort is voor het eerst geldig gepubliceerd in 1986 door Belfiore & Braasch.
De soort komt voor in het Palearctisch gebied.